# Artur César Rios
Artur César Rios (Salvador, 6 de julho de 1846 — Salvador, 25 de agosto de 1906) foi um médico e um político brasileiro.

## Família e formação
Artur César Rios nasceu na cidade de Salvador, Bahia, em seis de julho de 1846, filho de Manuel Alves da Cruz Rios e Maria Joaquina Vieira Rios. Membro dos Voluntários da Pátria durante a Guerra do Paraguai, atuou como médico, sendo nomeado cirurgião efetivo. Por seu serviço, recebeu grau de cavaleiro da Ordem de Cristo, de oficial da Ordem da Rosa e recebeu a medalha da Campanha do Paraguai. Após a guerra, formou-se em medicina pela Faculdade de Medicina da Bahia em 1870, tendo artigo publicado no jornal Diário da Bahia.

## Carreira Política no Império

### Deputado Provincial
Com o término da guerra, foi nomeado diretor da Escola Agrícola de São Bento das Lajes, sendo elogiado pelo 3º Barão de São Francisco. Em 1872, tornou-se redator do jornal Correio da Bahia, cargo que deixou apenas em 1876. Ainda em 1872, elegeu-se, pelo Partido Conservador, deputado provincial da Bahia para o biênio de 1872-1873, reelegendo-se para as legislaturas de 1874-1875 e de 1878-1879. No ano de 1878, chegou a ocupar a vice-presidência da Casa.
Em 1879, deixou a vida pública para se dedicar à lavoura, posto que possuía engenho em Santo Amaro. Tornou-se sócio da Usina Terra Nova e, em 1888, fiscal do Banco da Bahia.

## Carreira Política na República

### Deputado Constituinte
Só retornaria à vida política após a proclamação da República, em 15 de novembro de 1889. Elegeu-se, em 1890, para a legislatura constituinte da Câmara dos Deputados, a 21ª, de 1890 a 1891. Ao chegar no Congresso, fez questão de denunciar as fraudes eleitorais que favoreciam o capitão Salvador de Aragão e desfavoreciam o conselheiro Francisco Prisco de Sousa Paraíso. Seu discurso avassalador expôs detalhes da fraude e intrigou os demais deputados. Apoiou a moção corretiva do mesmo deputado que assegurava ao Congresso poderes unicamente constituintes, cabendo ao Governo Provisório do marechal Deodoro da Fonseca a função da administração pública.
Viu ser aprovado projeto de emenda de sua autoria para a criação do Distrito Federal em substituição ao Município Neutro e que visava reorganizar a divisão dos estados, antigas províncias. No projeto também constava que o Congresso Nacional poderia decidir, quando achasse oportuno, pela transferência da capital para o Planalto Central; que o Imposto do Selo Federal era exclusivo da União, tendo os estados o direito de terem seus próprios selos para suas negociações; que as sessões do Congresso só poderiam ser prorrogadas ou adiadas pelo próprio Congresso; e que os subsídios dos senadores deveria ser maior do que os dos deputados. O projeto, porém, foi alterado, impondo que cabia à Presidência da República a função de prorrogar ou adiar as sessões do Congresso.
Aprovou, ainda, outro projeto de emenda de sua autoria que estabelecia o começo da legislatura ordinária, a 22ª, a partir de 15 de junho de 1891 e que as Assembleias Constituintes estaduais deveriam começar 40 dias após a promulgação da Constituição. Apoiou o projeto de emenda o qual determinava que a União deveria assumir as dívidas contraídas pelos estados até 15 de novembro de 1890 e a emenda do senador pela Bahia Virgílio Clímaco Damásio que concedia uma pensão vitalícia ao destituído imperador Dom Pedro II.
Opôs-se ao projeto de emenda do deputado pelo Rio de Janeiro Nilo Peçanha que visava incompatibilizar para o cargo de presidente estadual os políticos nomeados pelo Governo Provisório ou aqueles que estivessem no poder até quatro meses antes da eleição, pois entendia que isso deveria ser determinado pelas assembleias estaduais. Apoiou o projeto do deputado pelo Paraná Marciano de Magalhães que determinava que o Poder Executivo não poderia intervir no Poder Legislativo e a imposição de um sistema eleitoral proporcional à população dos estados.
Votou a favor, também, do projeto de emenda do deputado por Pernambuco José Mariano Carneiro da Cunha que concedia aos estados um adicional de 15% sobre as importações.

### Deputado Federal
Promulgada a Constituição, seguiu para a legislatura ordinária, que se estenderia até 1893. Nesse último ano, ingressou, junto ao colega de bancada Severino Vieira e Manuel Vitorino, então senador pelo mesmo estado, no Partido Republicano Federal, fundado pelo então deputado por São Paulo e general Francisco Glicério, alcunhado de General das 21 Brigadas.
Em setembro de 1893, formou-se uma comissão executiva provisória para o partido, sendo membros: Francisco Glicério, Aristides Lobo, então senador pelo Distrito Federal, Quintino Bocaiuva, então senador pelo Rio de Janeiro, Raimundo Nina Ribeiro, então senador pelo Pará, Joaquim Pernambuco, então senador por Pernambuco, Artur Rios e João Cordeiro, então senador pelo Ceará. Em 1894, reelegeu-se para a 23ª Legislatura, de 1894 a 1896, sendo em maio desse último ano quando ascendeu à presidência da Casa.
Em 1896, a pedido do general Glicério, fez grande esforço, junto ao senador Severino Vieira e ao presidente da Bahia Luís Viana, para vetar a candidatura do algoz do general, o deputado pela Bahia J. J. Seabra que buscava reeleição. Seabra, porém, tinha apoio do seu tio, o então ministro da Marinha e almirante Manuel José Alves Barbosa, e do vice-presidente da República Manuel Vitorino, o que lhe garantiu reeleição na Câmara.
Reelegeu-se para a 24ª Legislatura, de 1897 a 1899. Logo em maio, eclodiu uma revolta federalista na Escola Militar de Porto Alegre que desafiava o então presidente da República Prudente de Morais. A revolta logo foi sufocada, mas a suspeita de que o general Glicério poderia estar por trás do levante ruiu o governo e o PRF. O então deputado por Pernambuco Francisco de Assis Rosa e Silva apresentou a Artur Rios um plano para retirar Glicério da liderança da maioria na Câmara, constando, nela, uma moção de apoio ao presidente da República. Sabendo dos desentendimentos entre o general e Seabra, Rios deu a missão ao deputado baiano que aceitou com prazer.
No final do mês, Seabra apresentou projeto para instalar uma comissão para congratular o presidente. Francisco Glicério, como líder da maioria, teria de escolher entre apoiar publicamente os revoltosos ou o governo, o que o deixou em situação difícil. Por fim, Glicério contrariou Seabra, pondo-se contra a comissão e descrevendo a Escola Militar como reduto das glórias republicanas. No dia seguinte, o Jornal do Comércio declarou que o general não representava mais o governo, gerando grande cisão no PRF e a renúncia de Artur Rios à presidência da Casa.
Com planos ambiciosos, o general apresentou candidatura para a presidência da Casa, fazendo com que o presidente Prudente pedisse o retorno de Artur Rios. Numa campanha acirrada, Rios reelegeu-se presidente da Casa, atingindo grande influência no Legislativo. Em 1898, empossado o presidente eleito Campos Sales, o então senador baiano Severino Vieira foi nomeado para o Ministério da Indústria, Viação e Obras Públicas, abrindo eleição especial para que se completasse a 24ª Legislatura do Senado.

### Senador Federal
Elegeu-se Artur Rios para o Senado em 1898, renunciando ao mandato de deputado federal e de presidente da Câmara. Na nova Casa, compôs as comissões de Saúde Pública e de Estatística e Colonização.
Reelegeu-se para as 25ª, de 1900 a 1902, 26ª, de 1903 a 1905, e 27ª, de 1906 a 1908, legislaturas. Faleceu durante o exercício da última, na cidade do Rio de Janeiro, em 25 de agosto de 1906, deixando cinco filhos e sendo substituído no mandato por Severino Vieira.
Uma rua localizada no bairro de Barbalho, em Salvador, é batizada com seu nome.